# Liechtensteinisch-osttimoresische Beziehungen
Die Liechtensteinisch-osttimoresische Beziehungen beschreiben das zwischenstaatliche Verhältnis von Liechtenstein und Osttimor.

## Geschichte

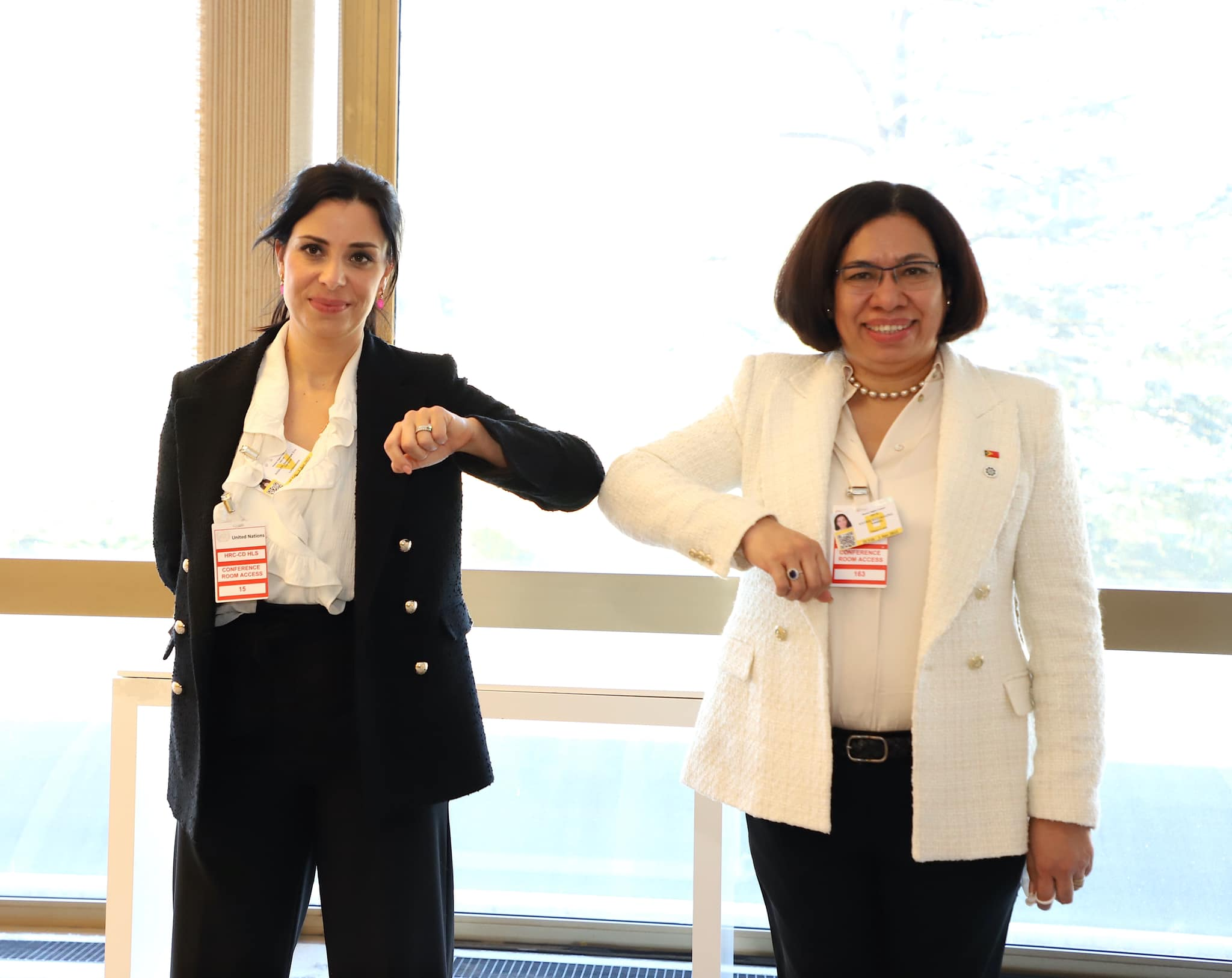
Treffen der Außenminister (2022)

Vom 10. bis 12. November 2011 besuchte Prinz Philipp von und zu Liechtenstein Osttimor als Präsident des Stiftungsrates der Stiftung Fürst Liechtenstein, der Eigentümerin der LGT Group. Er traf dabei Präsident José Ramos-Horta, Premierminister Xanana Gusmão und weitere Regierungsmitglieder. Mit dem Finanzministerium sollte eine Absichtserklärung unterzeichnet werden zur Stärkung der Beziehungen. Dazu gehörte die Entsendung von Programmtrainern der LGT Group für zivile Angestellte sowie Anlageberatungen und Austausch von technischem Know-how.
Am 28. Februar 2022 trafen sich Liechtensteins Außenministerin Dominique Hasler und Osttimors Außenministerin Adaljíza Magno in Genf.

## Diplomatie
Liechtenstein unterhält in Osttimor keine eigene Botschaft. Die Schweiz verfügt über eine Botschaft im indonesischen Jakarta.
Osttimor unterhält eine Botschaft in Genf. Der Botschafter ist gleichzeitig Ständiger Vertreter am Genfer Sitz der Vereinten Nationen.

## Wirtschaft
Für 2018 gibt das Statistische Amt Osttimors keine Handelsbeziehungen zwischen Osttimor und Liechtenstein an.

## Einreisebestimmungen
Staatsbürger Osttimors sind von der Visapflicht für die Schengenstaaten befreit.